# Mongolia American Football Association
Mongolia American Football Association (MAFA) ist die Dachorganisation für American Football und Flag Football in der Mongolei. Sie wurde 2010 in den Weltverband International Federation of American Football (IFAF) aufgenommen und ist dadurch Mitglied des Kontinentalverbandes für Flag und American Football IFAF Asia. Die Organisation veranstaltet die Ligen und andere Turniere.